# Вилијам Хенри Пикеринг
Вилијам Хенри Пикеринг (енгл. William Henry Pickering; Бостон, 15. фебруар 1858 — Мандевил, 16. јануар 1938) је био амерички астроном и млађи брат Едварда Чарлса Пикеринга. Био је члан Америчке академије наука и уметности од 1883. године, почасни члан Астрономског друштва Канаде (1893), америчког и британског Астрономског удружења и Астрономског друштва Мексика.

## Живот и рад
Дипломирао је на Масачусетском технолошком институту (1879), где је до 1883. је предавао физику, а од 1887. је био професор астрономије на Универзитету Харвард. За време студирања одржавао је пријатељске односе са Персивалом Лоуелом. Године 1894. због сукоба са руководством, био је приморан да напусти универзитет и почео је са радом у новооснованој опсерваторији у Флагстафу у Аризони.
Вилијам Хенри Пикеринг се посветио углавном проучавању планета и сателита Сунчевог система за разлику од свог брата Едварда Пикеринга који је на Харварду био познат по проучавању променљивих звезда. 1899. године је открио Сатурнов девети месец Фебу са фотографских плоча које су биле постављене у близини Арекипе, у Перуу 1898. Веровао је да је открио и десети Сатурнов месец 1905. са плоча које су постављене 1904. Овај месец је назвао Темис и за то откриће је добио Лаландову награду Француске академије наука 1906. Међутим, касније се испоставило да Темис не постоји.
Сматрао је да је Месец некада био део Земље и да се одвојио од ње на месту где је сада Тихи океан. Још пре Алфреда Вегенера је предлагао теорију о померању континената и сматрао да су Америка, Африка, Азија и Европа некада чиниле јединствен континент који се распао услед одвајања Месеца.Проучавао је кратере на Месецу и сматрао да су за промене на Ератостеновом кратеру одговорни лунарни инсекти.Такође је тврдио да је пронашао вегетацију на Месецу.Овакви ставови су потпуно су нарушавали углед Пикеринга као професионалног астронома.
Године 1919. претпоставио је постојање Планете Х на основу аномалија у путањама Нептуна и Урана, али није успео да је пронађе. 1930. године Клајд Томбо је открио Плутон, међутим, његова маса је премала да би имала гравитациони ефекат на Уран и Нептун.
Пикеринг је конструисао неколико астрономских опсерваторија, међу којима је најзначајнија Лоуелова опсерваторија у Флагстафу, у Аризони. Други део свог живота провео је у својој приватној лабораторији на Јамајци опремљеној 12-инчним телескопом, где се посветио пручавању Месеца.
Један астероид, као и по један кратер на Месецу и Марсу носе његово име.